# Марейд Мак-Ґіннесс
Марейд Мак-Ґіннесс (англ. Mairead McGuinness, ірл. Máiréad Nic Aonasa; нар. 13 червня 1959, Дроеда) — ірландська політична діячка, єврокомісарка в комісії фон дер Ляєн із питань фінансів із 7 жовтня 2020 року.

## Життєпис
1980 року стала першою жінкою-випускницею Університетського коледжа Дубліна, яка здобула ступінь бакалавра наук з економіки сільського господарства. 1984 року одержала диплом із бухгалтерського обліку і фінансів, а з 1980 почала працювати в ЗМІ, зокрема коментаторкою, ведучою телепередачі «Вухо до землі» (англ. Ear to the Ground) та телешоу «Ферма знаменитостей» (англ. Celebrity Farm) на RTÉ, журналісткою видання Irish Farmers Journal і редакторкою додатку для фермерства найпопулярнішої газети Ірландії «Айріш індепендент», після чого в 2004 році пішла в політику.
У 2002—2004 роках була головою групи зі зв'язків зі споживачами Департаменту сільського господарства та продовольства Ірландії. З 2004 до 2020 року працювала депутаткою Європейського парламенту, входячи до Комітету з питань сільського господарства та розвитку сільських районів Європарламенту. У 2004—2009 рр. була членом комітету з питань бюджету Європейського парламенту, а з 2004 по 2011 рік належала до членів Комітету з петицій Європейського парламенту. У 2006—2007 рр. обіймала посаду голови Тимчасового слідчого комітету Європарламенту щодо кризи британської компанії зі страхування життя Equitable Life Assurance Society. У 2009—2020 рр. була членом Комітету з питань довкілля, громадського здоров'я та безпеки харчових продуктів Європейського Союзу.
У 2013—2014 рр. була заступницею голови депутатської групи ЄНП в Європарламенті. З 2014 до 2017 року обіймала посаду заступниці голови Європарламенту. У 2014—2019 рр. працювала заступницею голови делегації парламентського комітету зі стабілізації та асоціації між ЄС і Чорногорією. З 2017 по 2020 рік була Першим віцепрезидентом Європейського парламенту та входила до складу комітету з конституційних питань Європарламенту.
7 жовтня 2020 Європарламент підтримкою у 583 голоси затвердив призначення ірландки Марейд Мак-Ґіннесс на посаду комісара ЄС з питань фінансів. 75 євродепутатів проголосували «проти», а 37 утрималися. Водночас Європарламент схвалив зміну портфеля її попередника на цій посаді, виконавчого віцепрезидента Єврокомісії Валдіса Домбровскіса, який надалі відповідатиме за торгівлю.